# Yūshi Naishinnō-ke no Kii
Œuvres principales
Ichinomiya no Kii Shū (一宮紀伊集)
Yūshi Naishinnō-ke no Kii (祐子内親王家紀伊) est une poétesse et courtisane japonaise de l'époque Heian, aussi connue comme Ichinomiya no Kii ou Kiikimi. Elle fait partie de la liste des trente-six poétesses immortelles.
Elle participe à diverses utaawase (compétitions de poésie) entre 1056 et 1113. Certains de ses poèmes waka sont inclus dans les anthologies Goshūi Wakashū et Hyakunin Isshu. Sa collection personnelle de poèmes s'appelle Ichinomiya no Kii Shū (一宮紀伊集).

## Source
- Peter McMillan (2008) One hundred poets, one poem each: a translation of the Ogura Hyakunin Isshu. New York: Columbia University Press.  (ISBN 978-0-231-14398-1)